# 俳句の日
俳句の日（はいくのひ）は、俳句にちなむ記念日。本記事では「俳句の日」以外の呼称の俳句にちなむ記念日についても記述する。

## 日本国内
日本では「は」と読める8、「いく」と読める19の語呂合わせから、8月19日を俳句にちなむ記念日にする動きがいくつかある。
- 1992年には京都教育大学教授で正岡子規研究で知られる坪内稔典が8月19日を「俳句の日」に制定、この年に制定を記念した子供俳句大会が行われた[1][注釈 1]。坪内が提唱した名称は「俳句の日」であるが、これを「俳句記念日」と紹介する文献もある[3]。
- 1994年には松尾芭蕉の生まれ故郷として知られる三重県上野市（当時）が、芭蕉の生誕350年を記念して8月19日を「俳句の日」とすることを提唱、「俳句の日」関連事業としてさまざまな行事を開催した。
- 1998年には愛媛県で松山青年会議所が8月19日を「ハイクの日」と決め、高校生を対象とした俳句大会「俳句甲子園」を開催した[4][注釈 2]。
- 2014年に「おしゃべりHAIKUの会」によって8月19日が「俳句記念日」として制定され[5]、日本記念日協会から認定されている。

## 日本国外
日本国外ではThe Haiku Foundationが「International Haiku Poetry Day」を定めている。こちらは8月19日ではなく、4月17日である。4月はアメリカ詩人アカデミーが定める全米詩月間であること、17日は俳句が17音節であることに由来する。